# Claire Hedenskog
Claire Maria Hedenskog (Släp, 10 de marzo de 1980) es una deportista sueca que compitió en natación.
Ganó una medalla de bronce en el Campeonato Europeo de Natación de 2008 y seis medallas en el Campeonato Europeo de Natación en Piscina Corta entre los años 2003 y 2009.

## Palmarés internacional
| Campeonato Europeo                  | Campeonato Europeo       | Campeonato Europeo | Campeonato Europeo |
| Año                                 | Lugar                    | Medalla            | Prueba             |
| ----------------------------------- | ------------------------ | ------------------ | ------------------ |
| 2008                                | Eindhoven (Países Bajos) | Medalla de bronce  | 4 × 100 m libre    |
| Campeonato Europeo en Piscina Corta |                          |                    |                    |
| Año                                 | Lugar                    | Medalla            | Prueba             |
| 2003                                | Dublín (Irlanda)         | Medalla de plata   | 4 × 50 m libre     |
| 2004                                | Viena (Austria)          | Medalla de bronce  | 4 × 50 m libre     |
| 2007                                | Debrecen (Hungría)       | Medalla de bronce  | 4 × 50 m libre     |
| 2008                                | Rijeka (Croacia)         | Medalla de plata   | 4 × 50 m libre     |
| 2009                                | Estambul (Turquía)       | Medalla de plata   | 4 × 50 m libre     |
| 2009                                | Estambul (Turquía)       | Medalla de plata   | 4 × 50 m estilos   |